# Mudchute (DLR)
Mudchute (en anglais : Mudchute DLR Station), est une station de la ligne de métro léger automatique Docklands Light Railway (DLR), en zone 2 Travelcard. Elle donne sur la Spindrift Ave sur l'Isle of Dogs, à Millwall dans le borough londonien de Tower Hamlets sur le territoire du Grand Londres.

## Situation sur le réseau

Plan de la ligne du métro léger DLR.

Située en surface, Mudchute est une station de la branche sud de la ligne de métro léger Docklands Light Railway. Elle est établie entre les stations Crossharbour, au nord, et Island Gardens, en direction du terminus sud Lewisham,. Elle est en zone 2 Travelcard.
La station dispose de deux voies encadrées par deux quais (dont un central), numérotées 1 et 2. En aval de la station des appareils de voies permettent l'accès à une voie de service en impasse ayant la position numérotée 3 sur le quai central.

## Services aux voyageurs

### Accès et accueil
Donnant sur la Spindrift Ave, la station est accessible aux personnes à la mobilité réduite.

### Desserte
Mudchute est desservie par les rames des relations Stratford -  Lewisham aux heures de pointe, et Bank - Lewisham,.

Installations et desserte
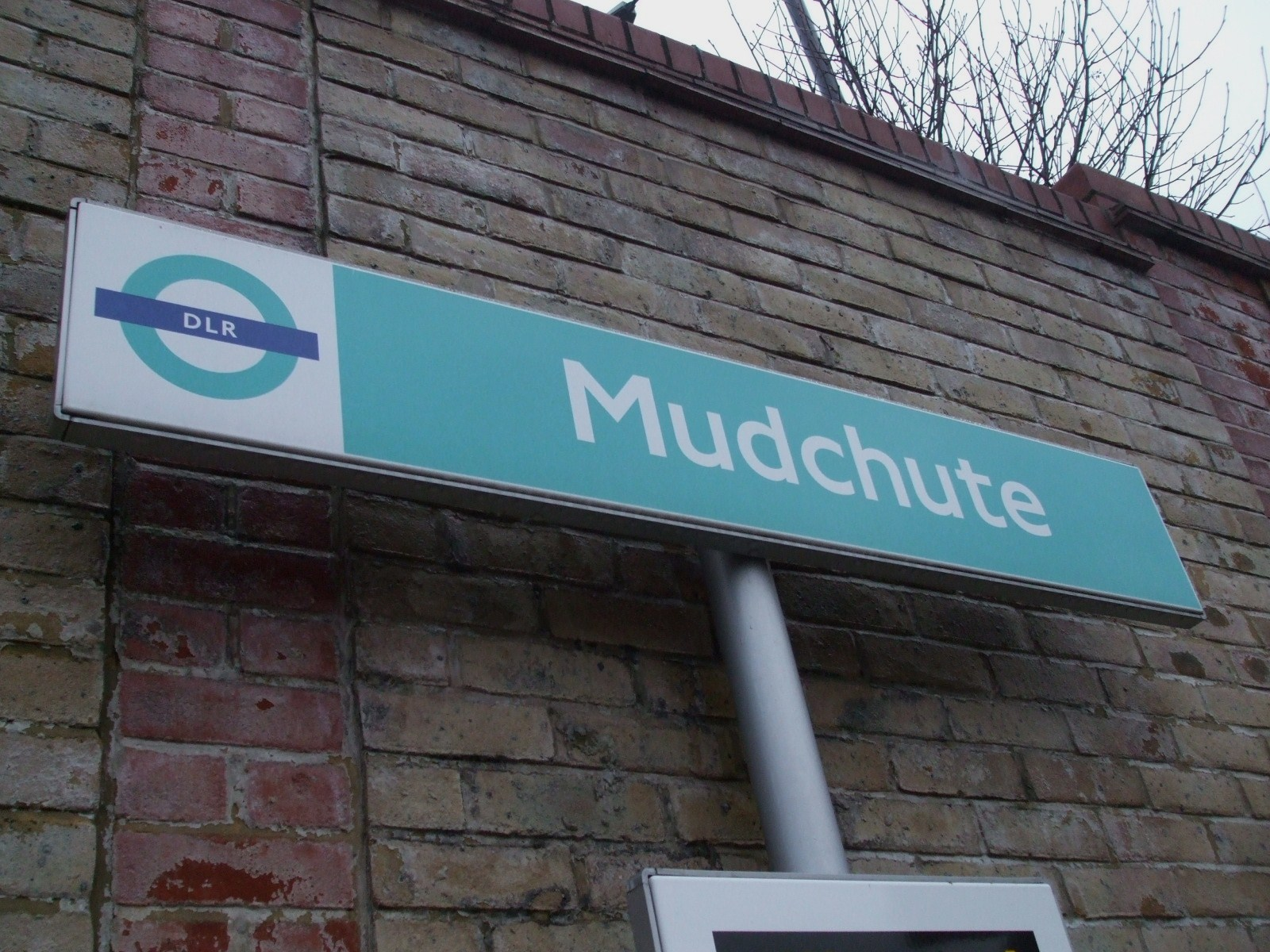
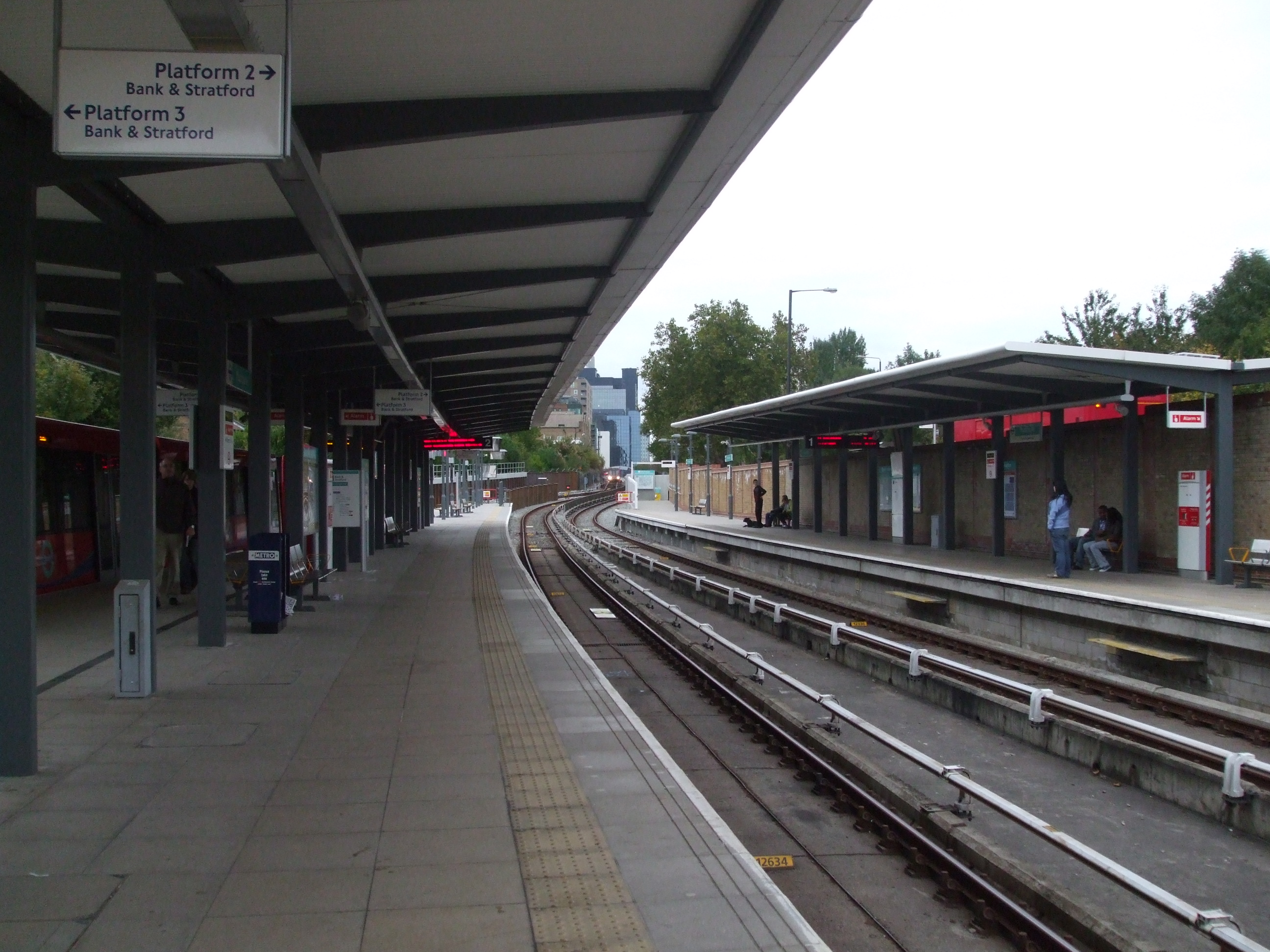
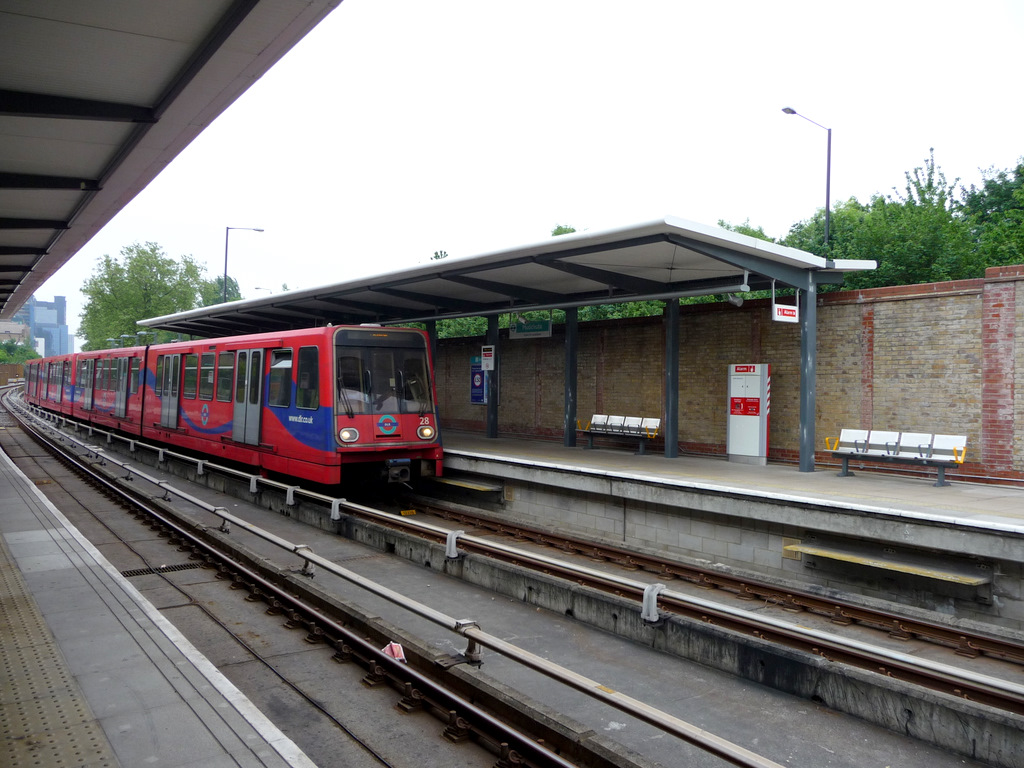

### Intermodalité
La station est desservie par les Autobus de Londres de la ligne 135.

## À proximité
- Isle of Dogs
- Parc et ferme de Mudchute